# Silurus grahami
Silurus grahami es una especie de peces de la familia Siluridae en el orden de los Siluriformes.

## Morfología
Los machos pueden llegar a alcanzar los 42,6 cm de longitud total.

## Distribución geográfica
Se encuentra en Yunnan (China ).